# Kartotek

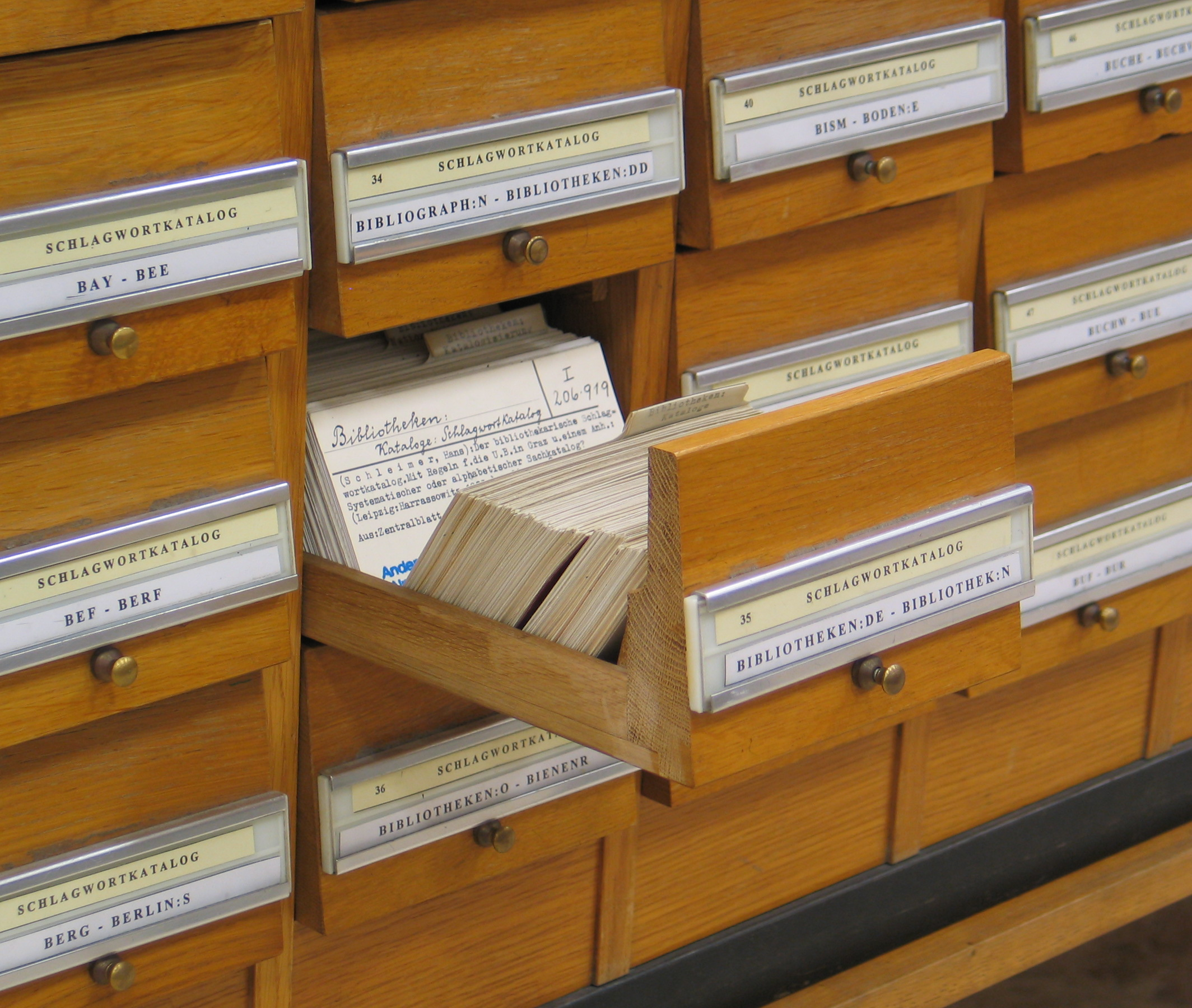
Kartotek

Ett kartotek är ett kortregister bestående av papperskort eller plastkort innehållande information. Oftast är korten sorterade i alfabetisk ordning, men även systematisk, numerisk och kronologisk ordning förekommer.
Kartotek har bland annat använts i bibliotek som register över de böcker som finns, samt på kontor. Ordet kartotek används även för själva möbeln där korten förvaras. Idag är dock många kartotek digitaliserade och finns istället i form av databaser. Tidiga versioner av Microsoft Windows innehöll ett särskilt kartotekprogram.
Ett känt traditionellt kartotek är lådan med filmkort i barnprogrammet Björnes magasin.
Ordet kartotek är tillverkat efter de två orden charte (närmast från latin, se karta) och thēkē (från grekiska, 'förvaringsrum', 'låda').